# Шмихел под Наносом
Шмихел под Наносом (словен. Šmihel pod Nanosom, итал. San Michele di Senosecchia) је насељено место у општини Постојна, Приморско-нотрањска регија, Словенија.

## Историја
До територијалне реорганизације у Словенији био је у саставу старе општине Постојна.

## Становништво
У попису становништва из 2011. године, Шмихел под Наносом је имао 190 становника.
| Број становника према пописима | Број становника према пописима | Број становника према пописима |
| ------------------------------ | ------------------------------ | ------------------------------ |
| 1991                           | 2002                           | 2011                           |
| 181                            | 171                            | 190                            |

## Галерија
- римокатоличка црква "Свети Ђорђе" на сеоском гробљу
- панорама
- табла